# Giác sát
Giác sát hay tỉnh giác (tiếng Anh: mindfulness, tiếng Trung: 觉察) là phương thức thực hành việc đem sự chú ý của một người vào thời khắc hiện tại một cách có chủ đích, mà không phán xét, một kĩ năng mà một người phát triển qua thiền hoặc hình thức luyện tập khác. Giác sát có nguồn gốc từ sati (niệm), một yếu tố quan trọng trong truyền thống Phật giáo, và phép thực hành này được dựa trên vipassanā, Thiền tông, cũng như các kĩ thuật thiền Tây Tạng.